# Adolfo Pérez Esquivel
Pour les articles homonymes, voir Pérez.
Adolfo Pérez Esquivel, né le 26 novembre 1931 à Buenos Aires (Argentine) est un artiste argentin engagé, qui a reçu le prix Nobel de la paix pour son travail de défense des droits de l'homme.

## Biographie
Adolfo Pérez Esquivel a fait ses études au Collège San Francisco puis à l’École nationale des beaux-arts de Buenos Aires et à l’université nationale de La Plata.
Il a enseigné pendant 25 ans dans les différents niveaux : primaire, secondaire, puis universitaire à la Faculté d'architecture et d’urbanisme de l’université nationale de La Plata, à l’École des beaux-arts « Manuel Belgrano » et à l’Institut Azul pour les professeurs, toujours dans la province de Buenos Aires. Il s’est retrouvé en chômage durant toute la période de la dictature, à partir de 1976.

## Artiste
Comme artiste, il développe une intense activité en réalisant des expositions, des peintures murales et des monuments. On peut mentionner en particulier le Monument des Réfugiés, situé au siège central du Haut Commissariat des Nations unies pour les Réfugiés (HCR) en Suisse, la peinture murale sur les Peuples latino-américains à la cathédrale de Riobamba en Équateur, une autre peinture murale dédiée à Monseigneur Proaño et aux peuples indigènes d'Équateur à Pucahuaïno ou encore un monument à la Mère à Bernal et à Azul dans la province de Buenos Aires.
De plus, ses deux tapisseries sur Le Chemin de Croix et sur Le Carême ont été exposées et reproduites par Misereor en Allemagne et par Fastenopfer en Suisse, organisations ecclésiales de coopération internationale. Les reproductions de ces deux œuvres ont aussi été distribuées dans les autres pays d’Europe, au Canada et en Amérique latine.

## Au service de lanon-violenceen Amérique latine

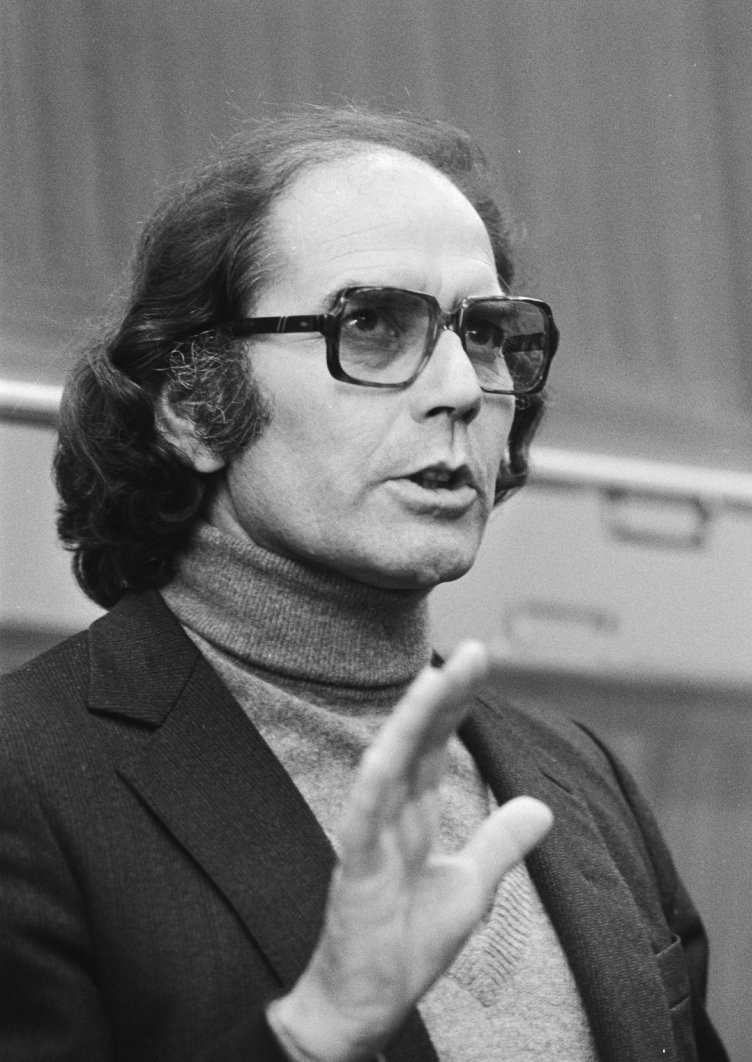
Adolfo Pérez Esquivel en 1983. Photo : Marcel Antonisse / Anefo.

Dans les années 1960, il commence à travailler avec les organisations de base des mouvements chrétiens orientés vers les secteurs les plus pauvres. Par la suite, il participe activement aux mouvements non-violents. En 1973, il publie la revue Paix et Justice pour faire connaître sa philosophie et il continue à organiser des groupes de base dans les secteurs populaires.
La violence déchaînée dans tout le continent latino-américain pendant les dictatures et les graves violations des droits humains l’amènent alors à assumer des engagements et des responsabilités au niveau œcuménique dans les groupes et les mouvements chrétiens du continent.
En 1974, à Medellin en Colombie, il est nommé coordinateur général pour l’Amérique latine de tous les groupes et mouvements qui travaillent pour la libération par des moyens non-violents. Ces groupes composés de religieux, de paysans laïcs, d’indigènes, de secteurs populaires, d’organisations de base et d’intellectuels, tous préoccupés par la situation de leurs différents pays, cherchent à mettre sur pied des actions et des politiques communes face à la violence et à l’oppression. Ils doivent trouver des alternatives et des réponses appropriées à l’intérieur des espaces chaque fois plus restreints et réprimés de la société. Dans la plupart des pays latino-américains, des dictatures militaires se sont imposées et les délits de séquestration et de disparitions forcées augmentent de jour en jour.
Pour faire face à cette situation, un réseau solidaire avec les réfugiés commence à se mettre en place au niveau national comme au niveau international. Au Chili, sous Augusto Pinochet, des milliers de réfugiés ont besoin d’aide solidaire et de sécurité pour eux et pour leur famille qu’ils partent chercher dans des pays tiers, car l’Argentine ne leur offrait pas ces garanties.
Les répressions violentes, les séquestres et les assassinats commis par les dictatures du Paraguay, du Brésil, de Bolivie et d’Argentine à l’aide de groupes para-policiers et para-militaires, engendraient une situation d’angoisse et d’insécurité dans le peuple ainsi que dans les autres pays du continent.
Le coup d’État militaire en Argentine conduit à une répression systématique contre tous les secteurs sociaux avec des emprisonnements et des disparitions de personnes, des tortures et des assassinats. Adolfo Pérez Esquivel contribue alors à l’organisation des associations de défense des droits humains et il apporte son appui aux familles concernées. C’est alors que surgissent des mouvements comme ceux des Mères de la place de Mai et des Grands-Mères de la Place de Mai, mais aussi l’Assemblée permanente pour les droits humains, le Mouvement pour la récupération des enfants emprisonnés et disparus et le Mouvement œcuménique pour les droits humains.
Il participe alors à la création et à l’animation du Servicio Paz y Justicia (SERPAJ, en français Service paix et justice), qui, avec d’autres organisations, devient un lieu de soutien et de défense des droits humains, et développe une grande campagne internationale pour dénoncer les atrocités de la dictature militaire argentine. Cette activité a pour conséquence la répression contre le SERPAJ, en Argentine et dans les autres pays où cette organisation existe.
En 1975, Adolfo Pérez Esquivel est fait prisonnier par la police militaire du Brésil à l’aéroport de Sao Paulo, en même temps que la docteur Hildegard Goss-Mayr du Mouvement international de la réconciliation. Une fois libérés, chacun retourne dans son pays.
En août 1976, il est détenu à Buenos Aires dans le Département central de la Police fédérale. Il est emprisonné et torturé sans aucun procès pendant 14 mois et maintenu en liberté surveillée pendant 14 autres mois. C’est dans sa prison qu’il reçoit le Mémorial de la paix Jean XXIII, qui lui est décerné par Pax Christi, parmi d’autres reconnaissances internationales.

## Prix Nobel de la paix
En octobre 1980, il reçoit le prix Nobel de la paix pour son travail de défense des droits humains. Lors de la réception de cette distinction, il déclare : « J'accepte ce prix Nobel au nom des peuples d’Amérique latine et en particulier au nom des plus pauvres et au nom de tous ceux qui se sont engagés avec leurs peuples, ... ».
Là, il continue son travail en Argentine et dans d’autres pays pour la défense de la vie, des droits des enfants et de l'éducation pour la paix et les droits humains.
Il a publié le livre Le Christ au Poncho (1981) et des articles dans diverses revues sur la situation des enfants, sur les droits de l’Homme et sur la situation socio-politique de l’Amérique latine. En avril 1995, dans son livre intitulé Cheminer avec les peuples, il  décrit des expériences non-violentes en Amérique latine. En décembre 1996, il publie encore Una gota de tiempo (Une goutte de temps), une chronique qui se situe entre l'angoisse et l’espérance et, pour le moment[Quand ?], il projette d’écrire un nouveau livre qui serait intitulé Contes des semi-vérités et des réalités.
Aujourd’hui, le Service paix et justice (SERPAJ) travaille avec des secrétariats permanents dans onze pays latino-américains et comprend aussi des groupes de solidarité en Europe. Il travaille dans les milieux populaires, avec les paysans et avec les populations indigènes sur des programmes d’éducation aux droits humains et à la paix. Le SERPAJ, en tant qu'ONG, a un statut consultatif à l’ONU et à l’UNESCO. Ce dernier organisme lui a décerné le prix de l’Éducation à la Paix en 1987.
Face à des situations de conflit, A. Pérez Esquivel a participé, avec d’autres prix Nobel, à des missions internationales de solidarité comme celle du « Bateau de la Paix » au Nicaragua en 1987 et du « Bateau de la solidarité en Pologne », mais aussi à de nombreuses campagnes comme celles menées contre la grave situation d’apartheid en Afrique du Sud, en Afghanistan, dans le conflit du Moyen-Orient et sur le problème du Tibet sous occupation chinoise.

En février 1994, il a fait partie de la mission en Thaïlande des prix Nobel de la paix pour la libération de Aung San Suu Kyi, prix Nobel de la paix 1991 et prisonnière depuis plus de trois ans en Birmanie. Cette mission a visité les camps de réfugiés birmans en Thaïlande. Le dalaï-lama, Desmond Tutu, Mairead Corrigan et Betty Williams participaient aussi à cette mission.
Dans le continent latino-américain, il a participé aux campagnes contre l’invasion de Panama par les États-Unis, et contre la guerre civile au Salvador, en réclamant le droit des peuples à leur auto-détermination.

En février 1995, il a pris la tête de la Mission de paix du SERPAJ contre la guerre entre le Pérou et l’Équateur, en visitant les zones frontalières dans ces deux pays.
En qualité de membre du Tribunal permanent des peuples, il a participé en mars 1995 a une nouvelle session de ce même Tribunal qui a traité du problème de « la violation des droits fondamentaux des enfants ». Au mois de juin de cette même année, à la demande de plusieurs organisations et personnalités mexicaines, il a pris la tête d'une autre mission de paix dans le conflit qui a lieu au Chiapas au Mexique.
En décembre 1995, il est allé à Hiroshima pour participer avec d’autres prix Nobel à la conférence sur « Le Futur de l’Espérance ». En mars 1999, il a effectué avec Mairead Corrigan, qui est elle aussi prix Nobel de la Paix, un voyage en Irak pour mieux connaître la situation de ce peuple et réclamer la fin du blocus.
Actuellement, il poursuit avec le Service paix et justice la réalisation du projet Aldea Niños para la Paz (Village des enfants pour la paix), dont l’objectif est de travailler avec des enfants en situation de risque social.
Il est membre de la fondation PeaceJam.

## Distinctions et responsabilités
Il a été déclaré « Citoyen illustre » de la Ville de Buenos Aires par le Conseil municipal de cette ville en décembre 1995. En décembre 1996, il a reçu le prix Citoyen du monde, attribué par le Boston Research Center for the 21st Century et, en 1999, le prix Pacem in terris décerné par le diocèse de Davenport aux États-Unis.
Il a reçu le titre de docteur honoris causa de la part de plusieurs universités. Parmi les plus connues, on trouve : l'université Saint-Joseph de Philadelphie, l'université de Villanova en Pennsylvanie, le Christian Brothers College de Memphis, l’université majeure de San Andrés en Bolivie, l'université du XXIe Siècle aussi en Bolivie, l'université Georgetown à Washington, l'université San Marcos à Lima, au Pérou, et l'université de l'État de Sao Paulo au Brésil. Enfin, au Japon, l’université de Soka Gakkaï lui a aussi accordé cette même distinction avec celle de professeur émérite. Il est professeur émérite de l’université de San Cristobal de Huamanga au Pérou, recteur de l’université de la Paix à Barcelone en Espagne, président du Conseil académique de l’université de Paix de Namur, en Belgique, et, depuis septembre 1998, titulaire  de la chaire « Culture pour la paix et les droits de l'homme » à la faculté des sciences sociales de l’université de Buenos Aires.
Adolfo Pérez Esquivel est président d'honneur du Service paix et justice en Amérique latine (SERPAJ-AL), président de la Ligue internationale pour les droits et la libération des peuples, qui a son siège à Milan, membre du Tribunal permanent des peuples et membre du jury du prix de Promotion de la paix « Félix Houphouët Boigny » de l’UNESCO. Depuis 2003, il est également président de l’Académie de l'environnement (IAES) de Venise (Italie).

## La Décennie pour la culture de paix et non-violence (2001-2010)
En 1997, il a lancé l'« Appel des prix Nobel de la paix pour les enfants du monde », adressé aux Nations unies, qui ont déclaré l’année 2000 « Année internationale de la culture de la paix » et qui ont déclaré la première décennie du nouveau millénaire « Décennie internationale de la promotion d'une culture de la non-violence et de la paix au profit des enfants du monde ».
Il a fait partie du Conseil de l'« Année internationale de la Culture de Paix » et il est membre du Comité de parrainage de la Coordination internationale pour la décennie de la culture de paix et de non-violence.

## Altermondialisme
Il participe à divers forums sociaux mondiaux, et fit partie des 19 personnalités qui proposèrent le Manifeste de Porto Alegre en 2005.

## Soutien au Tibet
Lors des troubles au Tibet en mars 2008, il écrit une lettre de soutien au dalaï-lama. En 2009, il visite la Tibet House Foundation à Barcelone et exprime son soutien à la cause nationaliste tibétaine.

## Publications
- Adolfo Pérez Esquivel, Le Christ au poncho, Paris, Le Centurion, 1981
- Adolfo Pérez Esquivel et Philippe de Dinechin, Cultivons la paix !, Paris, Desclée de Brouwer, 2000 (ISBN 2-220-04696-6)